# Kina (banda)
Kina fue una banda de hardcore punk italiana, oriunda de Aosta.
El grupo se formó en diciembre de 1982, por Gianpiero Capra, Sergio Milani, y Alberto Ventrella. Su actividad se extendió por quince años y siete álbumes de estudio, destacándose en la escena hardcore italiana y europea.
Tras sus separación, fundaron la banda Frontiera. El trío se reunió brevemente en marzo de 2008, para dar algunos conciertos.

## Miembros
- Gianpiero Capra – bajo, coros (1982–1997, 2008)
- Sergio Milani – batería, percusión, voces (1982–1997, 2008)
- Alberto Ventrella – guitarras, voces (1982–1990, 1993–1997, 2008)
- Marco Brunet – guitarras, voces (1990–1993)
- Stefano Giaccone – guitarras, saxofón, voces (1990–1993)

## Discografía
| Álbumes de estudio - Nessuno schema nella mia vita! (1984, Subvert) - Irreale realtà (1985, Blu Bus) - Cercando... (1986, Blu Bus) - Se ho vinto, se ho perso (1989, Blu Bus) - Parlami ancora (1992, Blu Bus, X-Mist) - Nessuno schema nella mia vita! (199, Blu Bus, SOA) - Città invisibili (1996, Blu Bus) Álbumes en vivo - In Concerto A El Paso bootleg (1988) - La gioia del rischio (1990, Blu Bus) - Your Choice Live Series (1991, Your Choice) | Álbumes compilatorios - Irreale realtà / Cercando (1993, Blu Bus) - Troppo lontano e altre storie (1996, Blu Bus) EPs y singles - Troppo lontano 7" (1987, Blu Bus) - Biko / Chicago 7" (1992, SiS Records) Splits - Come Tu Mi Vuoi 7" con The Sphere (1988, Blu Bus) - Mondo Mai Visto 7" con The Act (1988, Urlo) - La Diserzione Degli Animali Del Circo 12" con Howth Castle (1989, Minialbum, Inisheer) - Klein Circus 7" con Paul Chain, Eversor, y Madhouse (1990, Circus) - Kina / De Crew 7" con De Crew (1986, Circus) |

## Documentales
- Angelo Bitonto, Giorgio S. Senesi, Roberto Sivilia – Italian Punk Hardcore: 1980-1989 (2015)